# Gresham Central pályaudvar
A Gresham Central pályaudvar átszállópont az Oregon állambeli Greshamben, ahol a TriMet és a Sandy Area Metro autóbuszai, valamint a Metropolitan Area Express kék vonala között lehet átszállni.
Az állomás a város középső részén, az északnyugati Kelly sugárút és az északnyugati Nyolcadik utca kereszteződésében található.
A megálló a megnyitástól 1988 szeptemberéig a négyes, 2012 szeptemberéig, a zónarendszer felszámolásáig pedig a hármas tarifazónába tartozott.

## Történet
Az 1981-ben Gresham Transit Center néven megnyílt állomásról eredetileg csak autóbuszok indultak, melyek megállói a Nyolcadik utcán és a Kelly sugárúton helyezkedtek el; a különálló területen fekvő állomás 1982 februárjától működik.
A kék vonal 1986-tól áll meg itt; az állomást ekkor nevezték át Gresham Central Transit Centerre, de a buszmenetrendekben ma is régi nevén szerepel. A pályaudvarhoz eredetileg nem tartozott P+R parkoló, de 1996-ban háromszintes parkolóházat létesítettek, földszintjén üzletekkel. 2011 júliusától egy 30 férőhelyes, zárt kerékpártároló is elérhető.

## Műtárgyak
Az állomáson 2001-ben elhelyezték Tamsie Ringler „Living Room” (Nappali) fantázianevű alkotását, amely egy fotelt, kanapét, dohányzóasztalt, állólámpát és egy bronzkeretes televíziót foglal magában, a tárgyak pedig szőnyegmintázatú mozaikpadlón állnak. A bútorokat a környéken előforduló drogfogyasztás, verekedések és sorozatos rongálások és a körny miatt 2013 októberében eltávolították.

## Autóbuszok

### TriMet
- 4 – Division/Fessenden (Richmond Street◄►Gresham Transit Center)[9]
- 9 – Powell Blvd (►Union Station)[10]
- 20 – Burnside/Stark (►Beaverton Transit Center)[11]
- 21 – Sandy Blvd/223rd (Parkrose/Sumner Transit Center◄►Gresham Central Transit Center)[12]
- 80 – Kane/Troutdale Rd (►Glenn Otto Park)[13]
- 81 – Kane/257th (►Swigert Road)[14]
- 82 – South Gresham (Springwater Corridor◄►1st Street)[15]
- 84 – Powell Valley/Orient Dr (►282nd Avenue)[16]

### Sandy Area Metro
- Sandy–Gresham Express (►Sandy Transit Center)[17]

| Előző állomás                                           |  | Metropolitan Area Express |  | Következő állomás                            |
| ------------------------------------------------------- |  | ------------------------- |  | -------------------------------------------- |
| Gresham City Halltovább Hatfield Government Center felé |  | Kék vonal                 |  | Cleveland Avenuetovább Cleveland Avenue felé |

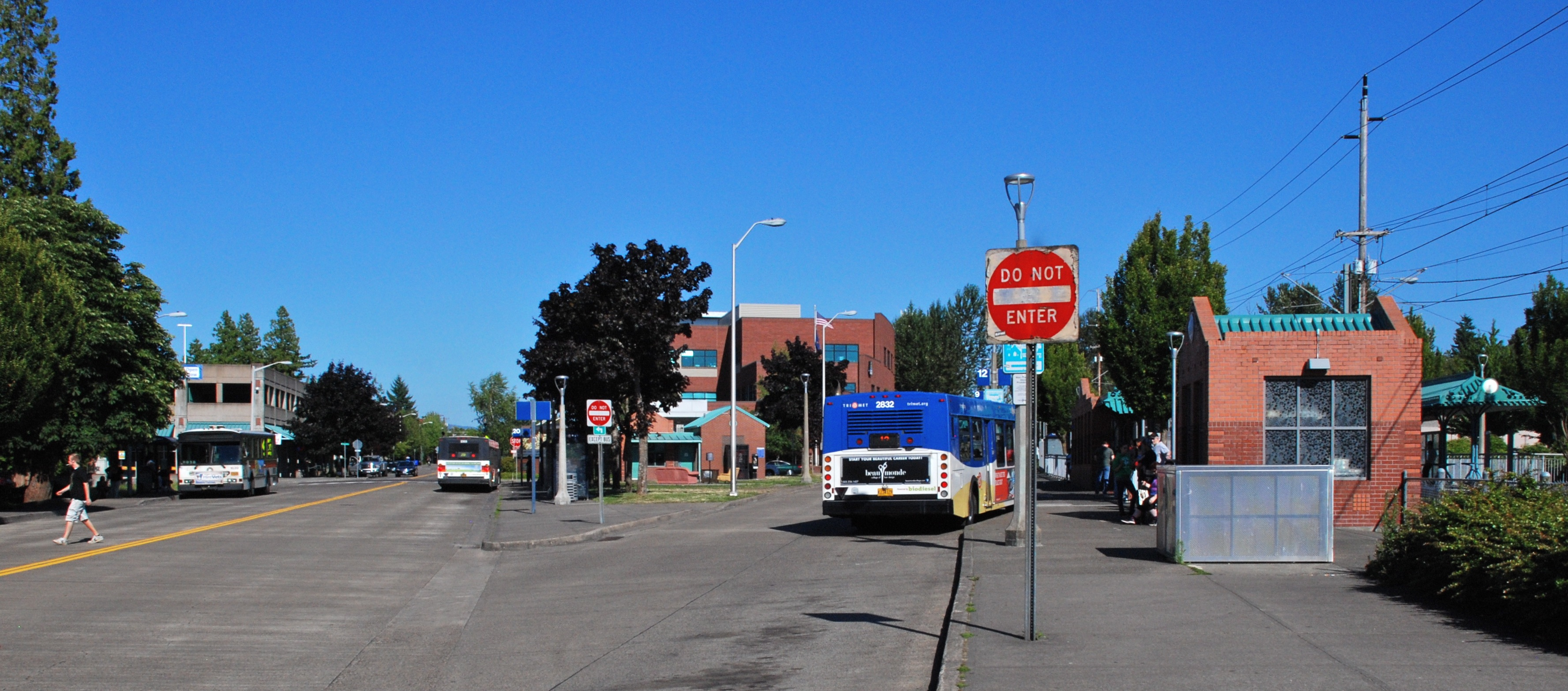
A buszpályaudvar
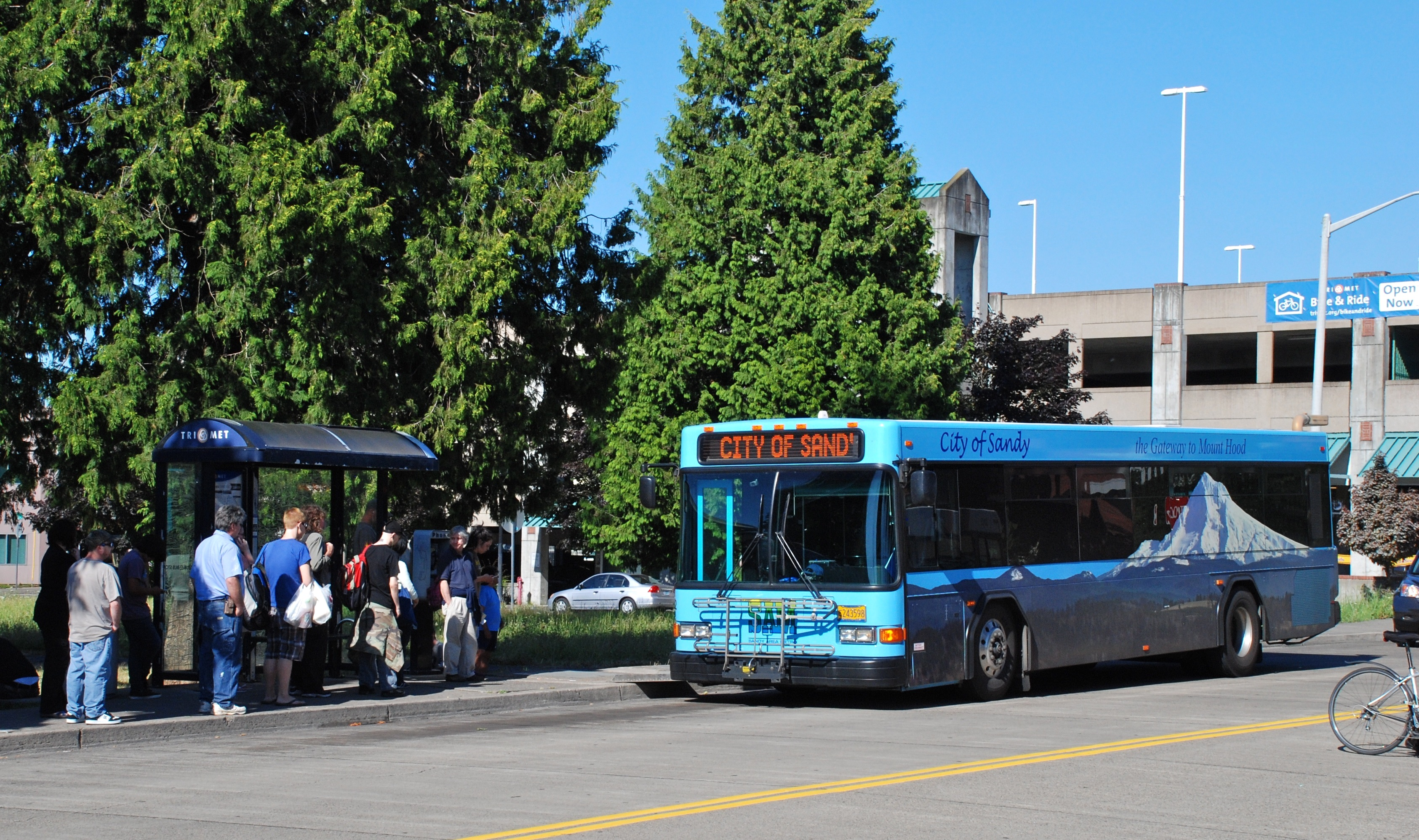
A Sandy Area Metro egy busza az állomáson

## Fordítás
- Ez a szócikk részben vagy egészben  a   Gresham Central Transit Center című angol Wikipédia-szócikk ezen változatának fordításán alapul.  Az eredeti cikk szerkesztőit annak laptörténete sorolja fel. Ez a jelzés csupán a megfogalmazás eredetét és a szerzői jogokat jelzi, nem szolgál a cikkben szereplő információk forrásmegjelöléseként.